# Грётцинген (Карлсруэ)
Грётцинген (нем. Grötzingen) — район города Карлсруэ. Расположен на восточной окраине города и граничит с городскими районами Хагсфельд и Дурлах.

## История

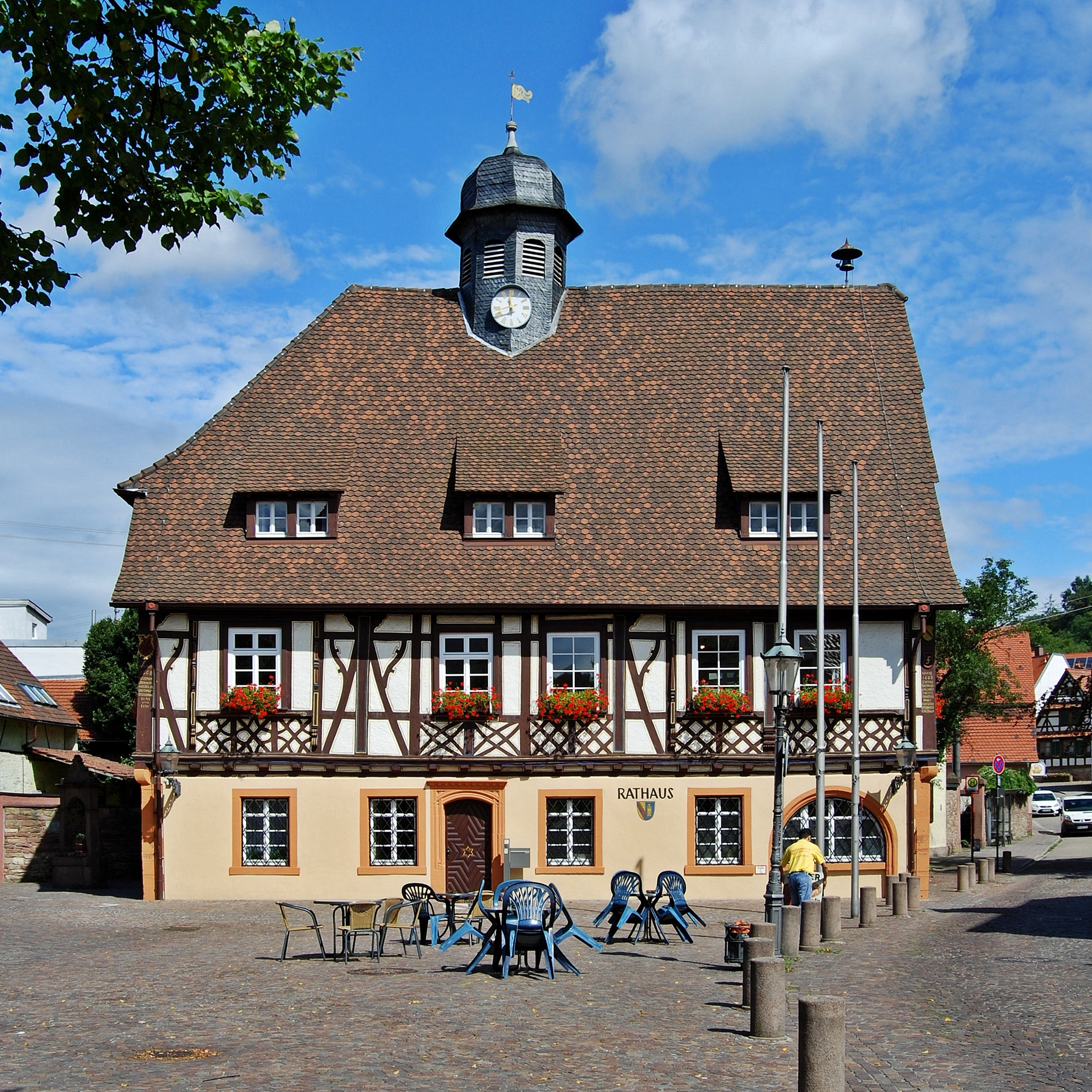
Ратуша и деревенская площадь (Dorfplatz) Грётцингена

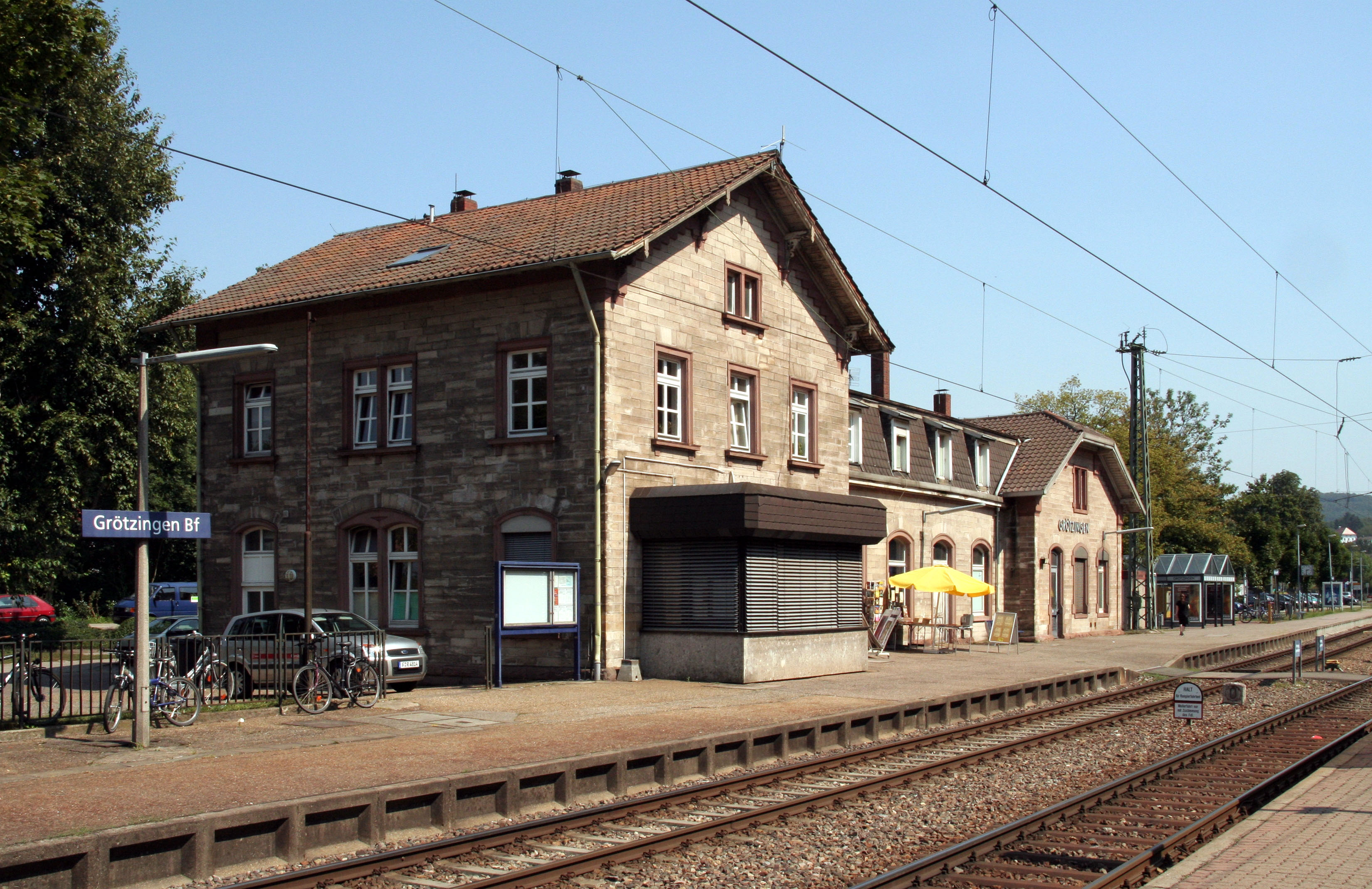
Вокзал Грётцингена

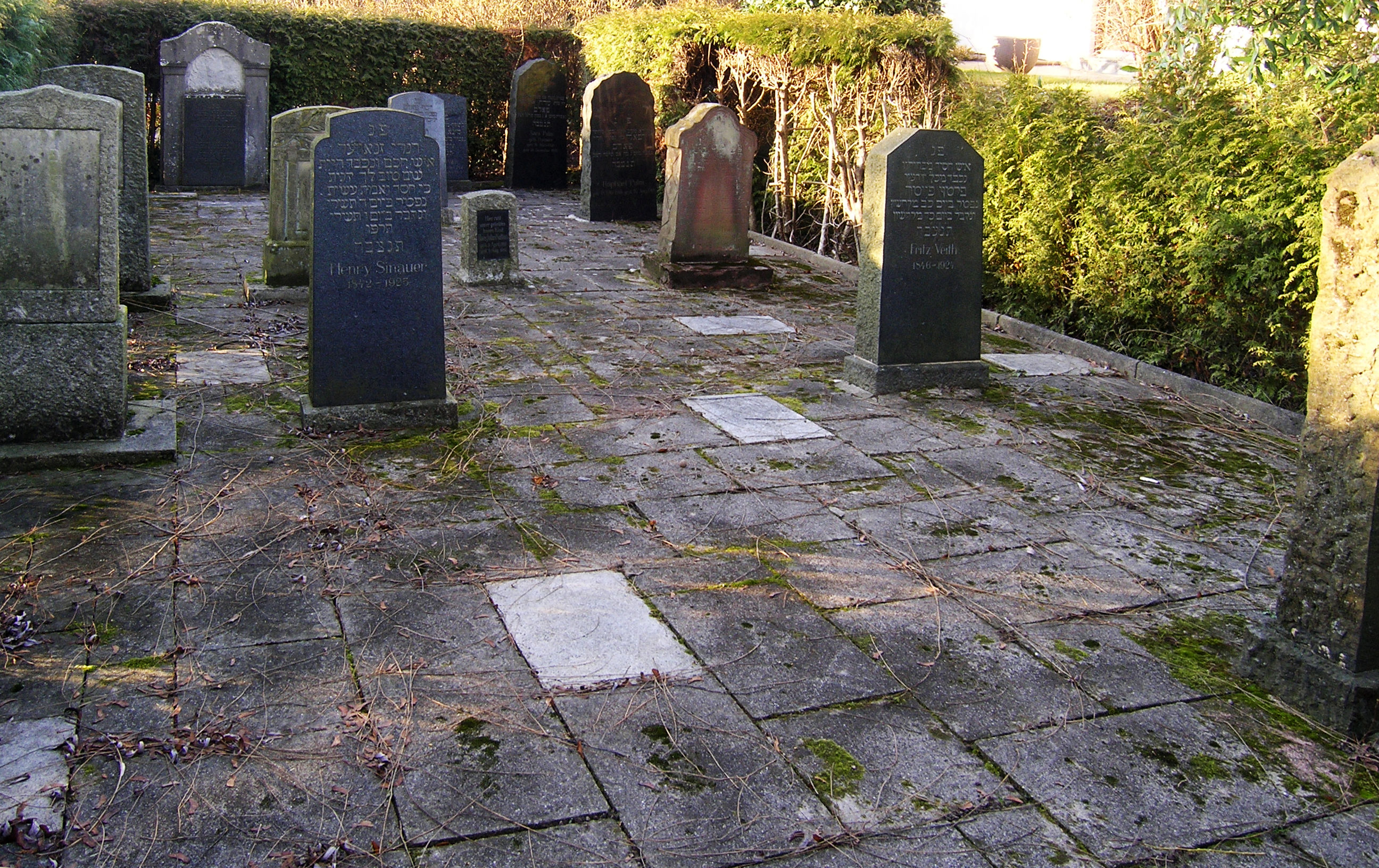
Еврейское кладбище в Грётцингене

Первые обнаруженные поселения к северу и к югу от реки Пфинц (Pfinz) датируются 4-м и 7-м веками нашей эры. Впервые упоминается как «Grezingen», по имени тогдашнего старинного клана Grezzo, в связи с салическим ограблением церкви в 985 году, и узурпацией места прежнего владельца и власти над эльзасским монастырём Вайсенбург. От салической династии франков в 12-м веке Грётцинген перешёл во владение дворянского пола Гогенштауфенов. В это время на границе с Грётцингеном был основан Дурлах. Упоминаемый в летописи замок 13-го века, скорее всего, являлся крепостью на горе Турмберг, которая служила графам Грётцингерам (Grötzinger) в качестве поместья. Церковь Грётцингена с её знаменитым витым шпилем впервые упоминалась в 1255-м году.
В Грётцингене находится замок Аугустенбург, названный в честь маркграфини Баден-Дурлаха Августы Марии.
Местность была разделена на староцерковную (Altkirch), верхнюю, нижнюю и центральную части. Ратуша, лежащая в центральной части, первоначально была построена 1584 году, впоследствии приобрела сегодняшнюю форму в 1688 году. В 16-м и 17-м веке Грётцинген настигли эпидемия чумы, Тридцатилетняя война и, наконец, война за Пфальцское наследство частично испепелившая поселение.
В сентябре 1936 года в Грётцингене жила маленькая еврейская община, насчитывающая примерно 20 человек. Во время ноябрьских погромов в ночь с 9 на 10 ноября 1938 года в Грётцингене также дошло до беспорядков. При этом синагога была осквернена и сильно повреждена, но из-за просьб соседей, что их дома находятся в непосредственной близости и поэтому под угрозой пожара, синагога не была подожжена. Наконец, она была снесена в начале 1939 по поручению муниципалитета. Таким образом больше не стало религиозной общины евреев, живущих в Грётцингене. После того, как течение нескольких недель начали происходить депортации евреев в концентрационный лагерь Дахау, много еврейских семей покинули страну. 22 октября 1940 года, последние 10 оставшихся в деревне евреев, вместе с другими евреями из Бадена и Пфальца были посажены в грузовик и депортированы в Южную Францию в концентрационный лагерь Гюрс.
В ночь с 24-го на 25 апреля 1944 года 600 бомбардировщиков армий союзников сбросили на Карлсруэ около 2000 тонн фугасных и зажигательных бомб. Во время бомбардировки началась гроза, благодаря которой Карлсруэ остался относительно пощаженным, в отличие от близлежащих окрестных деревень, пострадавших значительно больше. В ту ночь Грётцинген был разрушен на 24 % и три человека погибли.
В ходе Баден-Вюртембергской реформы общин 11 марта 1973 года было проведено голосование жителей Грётцингена о присоединении к общине Пфинцталя. 63 % проголосовали «за» и 36 % «против», однако из-за плохой явки на выборы на основе общего участия в выборах только 44,58 % имеющих право голоса ходатайствовали за вступление, так что в общем итоге голосования муниципалитет не был учтён. После следующего голосования состоявшегося 1 января 1974 года, Грётцинген был присоединён к городу Карлсруэ в качестве одного из городских районов.

## Искусство и культура

### Колония художников
С 1888 года существует колония художников, самыми известными представителями которой были Карл Бизе, Дженни Фикенчер, Отто Фикенчер, Франц Хайн, Маргарет Хормут-Каллморген, Фридрих Каллморген и Густав Кампманн. Колония существует и сегодня, благодаря новым последователям.

### Первый дальний рейс
В 1888 году, году основания Грётцингенской колонии художников, Берта Бенц и двое её сыновей осуществили автомобильную поездку из Мангейма в Пфорцхайм. При этом их маршрут проходил через Грётцинген. В память о первом дальнем рейсе в автомобильной истории была открыта в 2008 году мемориальная трасса Берты Бенц, которая проходит также через Грётцинген.